# Beno Gutenberg
Beno Gutenberg (Darmstadt, 4 de junho de 1889 — Pasadena, 25 de janeiro 1960) foi um sismólogo alemão, um dos criadores da Escala Richter.

## Biografia
Beno Gutenberg contribuiu decisivamente para a compreensão da formação da Terra. Iniciou seus estudos em Darmstadt, mudando-se em seguida (1908) para Göttingen, a fim de estudar meteorologia. Ali assistiu às conferências de Emil Wiechert, que tinha constituído um instituto para o estudo de Geofísica. Em 1911, Wiechert promoveu Gutenberg a sismólogo e este passou a efetuar cálculos que ainda hoje são considerados corretos.
Tornou-se membro da Associação Sismológica Internacional, em Estrasburgo. Durante a Primeira Guerra Mundial servia como meteorologista do exército alemão, quando foi ferido. Após a guerra, mudou-se para Frankfurt. Em 1926, tornou-se um dos principais professores da Universidade de Frankfurt e lá publicou grande número de trabalhos científicos e três livros.
Em 1929, Gutenberg visitou o laboratório sismológico de Pasadena, para onde se  mudou no ano seguinte. Tornou-se catedrático de Geofísica do Instituto de Tecnologia da Califórnia (Caltech), sendo integrado em 1936 ao laboratório sismológico. Em 1948 tornou-se diretor do laboratório que investigava os terremots.
Junto a Charles Francis Richter desenvolveu parâmetros de medição da intensidade dos terremotos, na escala que geralmente leva apenas o nome de seu parceiro. Gutenberg ainda descobriu a camada da crosta terrestre, hoje conhecida como astenosfera. A interface entre a astenosfera e a endosfera é também chamada de Descontinuidade de Gutenberg.
Em toda a sua carreira, Gutenberg escreveu cerca de trezentos artigos e livros. Conquistou diversos prêmios em vários países. Aposentou-se em 1958 e morreu dois anos depois, de uma pneumonia que se seguiu a uma simples influenza.